# دریاچه تیکشوزرو
دریاچه تیکشوزرو (انگلیسی: Lake Tikshozero) یک دریاچه در جمهوری کارلیای کشور روسیه است.